# Urugvajski ustavni referendum 2014.
Urugvajski ustavni referendum 2014. održan je u Urugvaju 26. listopada 2014. na dan općih izbora. Glasači su se na referendumu imali pravo izjasniti slažu li se o promjeni 43. amandmana urugvajskog Ustava, prema kojem se željela smanjiti donja dobna granica odgovornosti za kazneno djelo s 18 na 16 godina. Referendumsko pitanje odbačeno je s 53 % glasova protiv. 
Referendum je raspisan nakon što su predstavnici sudskih ustanova i članova Narodne stranke urugvajskom Parlamentu predali 300 000 potpisa za raspisivanje referenduma koje su skupili tijekom 2012. godine.

## Rezultati
| Izbor                                                                                             | Glasovi   | Postotak |
| ------------------------------------------------------------------------------------------------- | --------- | -------- |
| ZA                                                                                                | 1 110 283 | 46,81    |
| PROTIV                                                                                            | 1 261 834 | 53,19    |
| Ukupno:                                                                                           | 2 372 117 | 100      |
| Prijavljenih birača                                                                               | 2 620 235 | 90,53    |
| Izvor: Corte Electoral Arhivirana inačica izvorne stranice od 2. prosinca 2014. (Wayback Machine) |           |          |

## Poveznice
- Opći izbori u Urugvaju 2014.